# Vasul Warka de la Uruk
Vasul Warka de la Uruk (cunoscut și ca: Vasul Warka; în arabă: إناء الوركاء) este un vas sculptat în alabastru descoperit în complexul templului zeiței sumeriene Inanna din ruinele orașului sumerian Uruk, localizat în provincia irakiană Al-Muthanna. La fel ca Paleta lui Narmer din Egiptul antic și Vasul Warka este unul dintre cele mai vechi reliefuri, datând din circa 3200 î.e.n. – 3000 î.e.n..